# Tour Down Under 2019
De Tour Down Under 2019 werd verreden van 15 tot en met 20 januari in Australië. Het was de eenentwintigste editie van deze meerdaagse etappekoers. De ronde was de eerste wedstrijd op de UCI World Tour 2019-kalender. De titelhouder, de Zuid-Afrikaan Daryl Impey, won ook deze editie.

## Deelnemende ploegen
De achttien UCI World Tour-teams van dit seizoen plus het Team UniSA-Australia, een nationale selectie, startten met zeven renners per team wat het deelnemersveld op 133 bracht.
| UCI World Tour 2019-team | UCI World Tour 2019-team | UCI World Tour 2019-team | Wildcard             |
| ------------------------ | ------------------------ | ------------------------ | -------------------- |
| AG2R-La Mondiale         | EF Education First       | Team Jumbo-Visma         | Team UniSA-Australia |
| Astana Pro Team          | Groupama-FDJ             | Team Katjoesja Alpecin   |                      |
| Bahrain-Merida           | Lotto Soudal             | Team Sky                 |                      |
| BORA-hansgrohe           | Mitchelton-Scott         | Team Sunweb              |                      |
| CCC Team                 | Movistar Team            | Trek-Segafredo           |                      |
| Deceuninck–Quick-Step    | Team Dimension Data      | UAE Team Emirates        |                      |

## Etappe-overzicht
| Etappe | Datum      | Start          | Finish        | Afstand  | Type       | Winnaar          | Klassementsleider |
| ------ | ---------- | -------------- | ------------- | -------- | ---------- | ---------------- | ----------------- |
| 1e     | 15 januari | North Adelaide | Port Adelaide | 129 km   | Vlakke rit | Elia Viviani     | Elia Viviani      |
| 2e     | 16 januari | Norwood        | Angaston      | 122,1 km | Vlakke rit | Patrick Bevin    | Patrick Bevin     |
| 3e     | 17 januari | Lobethal       | Uraidla       | 146,2 km | Heuvelrit  | Peter Sagan      | Patrick Bevin     |
| 4e     | 18 januari | Unley          | Campbelltown  | 129,2 km | Heuvelrit  | Daryl Impey      | Patrick Bevin     |
| 5e     | 19 januari | Glenelg        | Strathalbyn   | 149,5 km | Vlakke rit | Jasper Philipsen | Patrick Bevin     |
| 6e     | 20 januari | McLaren Vale   | Willunga Hill | 151,5 km | Heuvelrit  | Richie Porte     | Daryl Impey       |

## Etappe-uitslagen

### 1e etappe
| North Adelaide - Port Adelaide (129 km) |                      |                       |          |
| Plaats                                  | Naam                 | Ploeg                 | Tijd     |
| Winnaar                                 | Elia Viviani         | Deceuninck–Quick-Step | 3u19'47" |
| 2                                       | Max Walscheid        | Team Sunweb           | z.t.     |
| 3                                       | Jakub Mareczko       | CCC Team              | z.t.     |
| 4                                       | Phil Bauhaus         | Bahrain-Merida        | z.t.     |
| 5                                       | Ryan Gibbons         | Team Dimension Data   | z.t.     |
| 6                                       | Jasper Philipsen     | UAE Team Emirates     | z.t.     |
| 7                                       | Kristoffer Halvorsen | Team Sky              | z.t.     |
| 8                                       | Peter Sagan          | BORA-hansgrohe        | z.t.     |
| 9                                       | Danny van Poppel     | Team Jumbo-Visma      | z.t.     |
| 10                                      | Daniel Hoelgaard     | Groupama-FDJ          | z.t.     |

| Algemeen klassement |                      |                       |          |
| Plaats              | Naam                 | Ploeg                 | Tijd     |
| Oranje trui         | Elia Viviani         | Deceuninck–Quick-Step | 3u19'37" |
| 2                   | Max Walscheid        | Team Sunweb           | + 4"     |
| 3                   | Patrick Bevin        | CCC Team              | + 5"     |
| 4                   | Michael Storer       | Team Sunweb           | z.t.     |
| 5                   | Jakub Mareczko       | CCC Team              | + 6"     |
| 6                   | Jason Lea            | Team UniSA-Australia  | + 8"     |
| 7                   | Phil Bauhaus         | Bahrain-Merida        | + 10"    |
| 8                   | Ryan Gibbons         | Team Dimension Data   | z.t.     |
| 9                   | Jasper Philipsen     | UAE Team Emirates     | z.t.     |
| 10                  | Kristoffer Halvorsen | Team Sky              | z.t.     |
|                     |                      |                       |          |
| 12                  | Danny van Poppel     | Team Jumbo-Visma      | z.t.     |

### 2e etappe
| Norwood - Angaston (122,1 km) |                      |                       |          |
| Plaats                        | Naam                 | Ploeg                 | Tijd     |
| Winnaar                       | Patrick Bevin        | CCC Team              | 3u14'31" |
| 2                             | Caleb Ewan           | Lotto Soudal          | z.t.     |
| 3                             | Peter Sagan          | BORA-hansgrohe        | z.t.     |
| 4                             | Danny van Poppel     | Team Jumbo-Visma      | z.t.     |
| 5                             | Jasper Philipsen     | UAE Team Emirates     | z.t.     |
| 6                             | Phil Bauhaus         | Bahrain-Merida        | z.t.     |
| 7                             | Elia Viviani         | Deceuninck–Quick-Step | z.t.     |
| 8                             | Luis León Sánchez    | Astana Pro Team       | z.t.     |
| 9                             | Kiel Reijnen         | Trek-Segafredo        | z.t.     |
| 10                            | Kristoffer Halvorsen | Team Sky              | z.t.     |

| Algemeen klassement |                  |                       |          |
| Plaats              | Naam             | Ploeg                 | Tijd     |
| Oranje trui         | Patrick Bevin    | CCC Team              | 6u34'03" |
| 2                   | Elia Viviani     | Deceuninck–Quick-Step | + 5"     |
| 3                   | Caleb Ewan       | Lotto Soudal          | + 9"     |
| 4                   | Max Walscheid    | Team Sunweb           | z.t.     |
| 5                   | Artjom Zacharov  | Astana Pro Team       | z.t.     |
| 6                   | Jason Lea        | Team UniSA-Australia  | + 10"    |
| 7                   | Michael Storer   | Team Sunweb           | z.t.     |
| 8                   | Peter Sagan      | BORA-hansgrohe        | + 11"    |
| 9                   | Jakub Mareczko   | CCC Team              | z.t.     |
| 10                  | Jaime Castrillo  | Movistar Team         | + 12"    |
|                     |                  |                       |          |
| 12                  | Jasper Philipsen | UAE Team Emirates     | + 15"    |
| 13                  | Danny van Poppel | Team Jumbo-Visma      | z.t.     |

### 3e etappe
| Lobethal - Uraidla (146,2 km) |                    |                        |          |
| Plaats                        | Naam               | Ploeg                  | Tijd     |
| Winnaar                       | Peter Sagan        | BORA-hansgrohe         | 3u46'06" |
| 2                             | Luis León Sánchez  | Astana Pro Team        | z.t.     |
| 3                             | Daryl Impey        | Mitchelton-Scott       | z.t.     |
| 4                             | Danny van Poppel   | Team Jumbo-Visma       | z.t.     |
| 5                             | Patrick Bevin      | CCC Team               | z.t.     |
| 6                             | Jan Polanc         | UAE Team Emirates      | z.t.     |
| 7                             | Ruben Guerreiro    | Team Katjoesja Alpecin | z.t.     |
| 8                             | Tadej Pogačar      | UAE Team Emirates      | z.t.     |
| 9                             | Chris Hamilton     | Team Sunweb            | z.t.     |
| 10                            | Domenico Pozzovivo | Bahrain-Merida         | z.t.     |
|                               |                    |                        |          |
| 15                            | Dries Devenyns     | Deceuninck–Quick-Step  | z.t.     |

| Algemeen klassement |                   |                       |           |
| Plaats              | Naam              | Ploeg                 | Tijd      |
| Oranje trui         | Patrick Bevin     | CCC Team              | 10u20'09" |
| 2                   | Peter Sagan       | BORA-hansgrohe        | + 1"      |
| 3                   | Luis León Sánchez | Astana Pro Team       | + 9"      |
| 4                   | Michael Storer    | Team Sunweb           | + 10"     |
| 5                   | Daryl Impey       | Mitchelton-Scott      | + 11"     |
| 6                   | Danny van Poppel  | Team Jumbo-Visma      | + 15"     |
| 7                   | Jan Polanc        | UAE Team Emirates     | z.t.      |
| 8                   | Ryan Gibbons      | Team Dimension Data   | z.t.      |
| 9                   | Chris Hamilton    | Team Sunweb           | z.t.      |
| 10                  | George Bennett    | Team Jumbo-Visma      | z.t.      |
|                     |                   |                       |           |
| 17                  | Dries Devenyns    | Deceuninck–Quick-Step | z.t.      |

### 4e etappe
| Unley - Campbelltown (129,2 km) |                   |                        |          |
| Plaats                          | Naam              | Ploeg                  | Tijd     |
| Winnaar                         | Daryl Impey       | Mitchelton-Scott       | 3u03'27" |
| 2                               | Patrick Bevin     | CCC Team               | z.t.     |
| 3                               | Luis León Sánchez | Astana Pro Team        | z.t.     |
| 4                               | Ruben Guerreiro   | Team Katjoesja Alpecin | z.t.     |
| 5                               | Rubén Fernández   | Movistar Team          | z.t.     |
| 6                               | George Bennett    | Team Jumbo-Visma       | z.t.     |
| 7                               | Diego Ulissi      | UAE Team Emirates      | z.t.     |
| 8                               | Michael Woods     | EF Education First     | z.t.     |
| 9                               | Chris Hamilton    | Team Sunweb            | z.t.     |
| 10                              | Dylan van Baarle  | Team Sky               | z.t.     |
|                                 |                   |                        |          |
| 11                              | Dries Devenyns    | Deceuninck–Quick-Step  | z.t.     |

| Algemeen klassement |                   |                        |           |
| Plaats              | Naam              | Ploeg                  | Tijd      |
| Oranje trui         | Patrick Bevin     | CCC Team               | 13u23'30" |
| 2                   | Daryl Impey       | Mitchelton-Scott       | + 7"      |
| 3                   | Luis León Sánchez | Astana Pro Team        | + 11"     |
| 4                   | Chris Hamilton    | Team Sunweb            | + 21"     |
| 5                   | Ryan Gibbons      | Team Dimension Data    | z.t.      |
| 6                   | Jan Polanc        | UAE Team Emirates      | z.t.      |
| 7                   | George Bennett    | Team Jumbo-Visma       | z.t.      |
| 8                   | Ruben Guerreiro   | Team Katjoesja Alpecin | z.t.      |
| 9                   | Diego Ulissi      | UAE Team Emirates      | z.t.      |
| 10                  | Michael Woods     | EF Education First     | z.t.      |
|                     |                   |                        |           |
| 11                  | Wout Poels        | Team Sky               | z.t.      |
| 12                  | Dries Devenyns    | Deceuninck–Quick-Step  | z.t.      |

### 5e etappe
| Glenelg - Strathalbyn (149,5 km) |                  |                        |          |
| Plaats                           | Naam             | Ploeg                  | Tijd     |
| Winnaar                          | Jasper Philipsen | UAE Team Emirates      | 3u37'00" |
| 2                                | Peter Sagan      | BORA-hansgrohe         | z.t.     |
| 3                                | Danny van Poppel | Team Jumbo-Visma       | z.t.     |
| 4                                | Jens Debusschere | Team Katjoesja Alpecin | z.t.     |
| 5                                | Elia Viviani     | Deceuninck–Quick-Step  | z.t.     |
| 6                                | Phil Bauhaus     | Bahrain-Merida         | z.t.     |
| 7                                | Cees Bol         | Team Sunweb            | z.t.     |
| 8                                | Ryan Gibbons     | Team Dimension Data    | z.t.     |
| 9                                | Wout Poels       | Team Sky               | z.t.     |
| 10                               | Davide Ballerini | Astana Pro Team        | z.t.     |

| Algemeen klassement |                   |                        |           |
| Plaats              | Naam              | Ploeg                  | Tijd      |
| Oranje trui         | Patrick Bevin     | CCC Team               | 17u00'25" |
| 2                   | Daryl Impey       | Mitchelton-Scott       | + 7"      |
| 3                   | Luis León Sánchez | Astana Pro Team        | + 16"     |
| 4                   | Ryan Gibbons      | Team Dimension Data    | + 26"     |
| 5                   | Jan Polanc        | UAE Team Emirates      | z.t.      |
| 6                   | Ruben Guerreiro   | Team Katjoesja Alpecin | z.t.      |
| 7                   | George Bennett    | Team Jumbo-Visma       | z.t.      |
| 8                   | Chris Hamilton    | Team Sunweb            | z.t.      |
| 9                   | Wout Poels        | Team Sky               | z.t.      |
| 10                  | Michael Woods     | EF Education First     | z.t.      |

### 6e etappe
| McLaren Vale - Willunga Hill (151,5 km) |                   |                       |          |
| Plaats                                  | Naam              | Ploeg                 | Tijd     |
| Winnaar                                 | Richie Porte      | Trek-Segafredo        | 3u30'14" |
| 2                                       | Wout Poels        | Team Sky              | z.t.     |
| 3                                       | Daryl Impey       | Mitchelton-Scott      | z.t.     |
| 4                                       | Rohan Dennis      | Bahrain-Merida        | + 3"     |
| 5                                       | Luis León Sánchez | Astana Pro Team       | + 6"     |
| 6                                       | Chris Hamilton    | Team Sunweb           | z.t.     |
| 7                                       | Michael Woods     | EF Education First    | + 15"    |
| 8                                       | Diego Ulissi      | UAE Team Emirates     | + 17"    |
| 9                                       | Tom-Jelte Slagter | Team Dimension Data   | z.t.     |
| 10                                      | Dries Devenyns    | Deceuninck–Quick-Step | z.t.     |

## Klassementsleiders na elke etappe
| Etappe | Winnaar          | Algemeen klassement · | Sprintklassement · | Bergklassement · | Jongerenklassement · | Ploegenklassement | Strijdlust         |
| ------ | ---------------- | --------------------- | ------------------ | ---------------- | -------------------- | ----------------- | ------------------ |
| 1      | Elia Viviani     | Elia Viviani          | Elia Viviani       | Jason Lea        | Michael Storer       | UAE Team Emirates | Patrick Bevin      |
| 2      | Patrick Bevin    | Patrick Bevin         | Elia Viviani       | Jason Lea        | Caleb Ewan           | UAE Team Emirates | Matthieu Ladagnous |
| 3      | Peter Sagan      | Patrick Bevin         | Peter Sagan        | Jason Lea        | Michael Storer       | UAE Team Emirates | Manuele Boaro      |
| 4      | Daryl Impey      | Patrick Bevin         | Patrick Bevin      | Jason Lea        | Chris Hamilton       | UAE Team Emirates | Thomas De Gendt    |
| 5      | Jasper Philipsen | Patrick Bevin         | Patrick Bevin      | Jason Lea        | Ryan Gibbons         | UAE Team Emirates | Matthieu Ladagnous |
| 6      | Richie Porte     | Daryl Impey           | Patrick Bevin      | Jason Lea        | Chris Hamilton       | UAE Team Emirates | Danny van Poppel   |

## Eindklassementen
| Algemeen klassement |                   |                        |           |
| Plaats              | Naam              | Ploeg                  | Tijd      |
| Oranje trui         | Daryl Impey       | Mitchelton-Scott       | 20u30'42" |
| 2                   | Richie Porte      | Trek-Segafredo         | + 13"     |
| 3                   | Wout Poels        | Team Sky               | + 17"     |
| 4                   | Luis León Sánchez | Astana Pro Team        | + 19"     |
| 5                   | Rohan Dennis      | Bahrain-Merida         | + 26"     |
| 6                   | Chris Hamilton    | Team Sunweb            | + 33"     |
| 7                   | Michael Woods     | EF Education First     | + 38"     |
| 8                   | Ruben Guerreiro   | Team Katjoesja Alpecin | + 40"     |
| 9                   | Diego Ulissi      | UAE Team Emirates      | z.t.      |
| 10                  | Dries Devenyns    | Deceuninck–Quick-Step  | z.t.      |

| Plaats      | Naam             | Ploeg             | Punten |
| ----------- | ---------------- | ----------------- | ------ |
| Groene trui | Patrick Bevin    | CCC Team          | 56     |
| 2           | Danny van Poppel | Team Jumbo-Visma  | 54     |
| 3           | Peter Sagan      | BORA-hansgrohe    | 50     |
|             |                  |                   |        |
| 7           | Jasper Philipsen | UAE Team Emirates | 38     |

| Plaats                | Naam         | Ploeg                | Punten |
| --------------------- | ------------ | -------------------- | ------ |
| Bolletjestrui (blauw) | Jason Lea    | Team UniSA-Australia | 30     |
| 2                     | Wout Poels   | Team Sky             | 30     |
| 3                     | Richie Porte | Trek-Segafredo       | 28     |

| Plaats     | Naam             | Ploeg                  | Tijd      |
| ---------- | ---------------- | ---------------------- | --------- |
| Witte trui | Chris Hamilton   | Team Sunweb            | 20u31'15" |
| 2          | Ruben Guerreiro  | Team Katjoesja Alpecin | + 7"      |
| 3          | Ryan Gibbons     | Team Dimension Data    | + 10"     |
|            |                  |                        |           |
| 13         | Lennard Hofstede | Team Jumbo-Visma       | + 2'28"   |
| 25         | Jasper Philipsen | UAE Team Emirates      | + 18'08"  |

## Vrouwen
De Santos Women's Tour Down Under was aan zijn achtste editie toe, waarvan de vierde keer als meerdaagse wedstrijd. Deze editie werd verreden van 10 tot 13 januari. De slotetappe viel samen met de Down Under Classic, een criterium voor mannen voorafgaand aan hun Tour Down Under. De Australische Amanda Spratt won de afgelopen twee edities en won ook deze editie, door solo aan te komen in de tweede etappe en haar voorsprong vervolgens niet meer af te staan.
| Etappe         | Winnares            | Algemeen klassement | Bergklassement   | Puntenklassement | Jongerenklassement  |
| -------------- | ------------------- | ------------------- | ---------------- | ---------------- | ------------------- |
| 1              | Letizia Paternoster | Letizia Paternoster | Nadia Quagliotto | Sarah Roy        | Letizia Paternoster |
| 2              | Amanda Spratt       | Amanda Spratt       | Nadia Quagliotto | Sarah Roy        | Jaime Gunning       |
| 3              | Grace Brown         | Amanda Spratt       | Nadia Quagliotto | Sarah Roy        | Jaime Gunning       |
| 4              | Chloe Hosking       | Amanda Spratt       | Nadia Quagliotto | Sarah Roy        | Jaime Gunning       |
| Eindklassement | Eindklassement      | Amanda Spratt       | Nadia Quagliotto | Sarah Roy        | Jaime Gunning       |

1999 · 
2000 · 
2001 · 
2002 · 
2003 · 
2004 · 
2005 · 
2006 · 
2007 · 
2008 · 
2009 · 
2010 · 
2011 · 
2012 · 
2013 · 
2014 · 
2015 · 
2016 · 
2017 · 
2018 · 
2019 · 
2020  · 
2021-2022 · 
2023 · 2024 · 2025
Tour Down Under ·
Great Ocean Road Race ·
Ronde van de Verenigde Arabische Emiraten ·
Omloop Het Nieuwsblad ·
Strade Bianche ·
Parijs-Nice · 
Tirreno-Adriatico · 
Milaan-San Remo ·
Ronde van Catalonië ·
Driedaagse Brugge-De Panne ·
E3 BinckBank Classic ·
Gent-Wevelgem ·
Dwars door Vlaanderen ·
Ronde van Vlaanderen ·
Ronde van het Baskenland ·
Parijs-Roubaix ·
Amstel Gold Race ·
Ronde van Turkije ·
Waalse Pijl ·
Luik-Bastenaken-Luik ·
Ronde van Romandië ·
Eschborn-Frankfurt ·
Ronde van Italië ·
Ronde van Californië ·
Critérium du Dauphiné ·
Ronde van Zwitserland ·
Ronde van Frankrijk ·
Clásica San Sebastián ·
Ronde van Polen ·
RideLondon Classic ·
BinckBank Tour ·
Ronde van Spanje ·
EuroEyes Cyclassics ·
Bretagne Classic ·
GP van Quebec ·
GP van Montreal ·
Ronde van Lombardije ·
Ronde van Guangxi